# Глизе 436 c
Глизе 436 c (GJ 436c) — экзопланета у звезды Глизе 436 в созвездии Льва. Находится на расстоянии около 33 световых лет от Солнца.
Об открытии в этой системе телескопом «Спитцер» второго кандидата в планеты UCF-1.01 (или Gliese 436 c) было объявлено в 2012 году.
Планета земного типа (сверхземля). По размерам близка к экзопланете Глизе 581 c. Открыта путём компьютерного моделирования измеренных возмущений орбиты планеты Глизе 436 b, с которой находится в орбитальном резонансе 2:1.